# Autochloris simplex
Autochloris simplex là một loài bướm đêm thuộc phân họ Arctiinae, họ Erebidae.